# AlphaTauri AT02
Az AlphaTauri AT02 egy Formula–1-es versenyautó, melyet a Scuderia AlphaTauri készített és versenyeztetett a 2021-es Formula–1 világbajnokságban. Pilótái Pierre Gasly és az újonc Cunoda Júki voltak.

## Áttekintés
A csapat a költséghatékonysági szempontból átmeneti évben az előző évi autó áttervezett változatát versenyeztette. AZ AT02-es is hasonlóképpen versenyképes volt, mint elődje, a csapat egy dobogós helyezést és egy leggyorsabb kört szerzett. Pontszámukat tekintve az addigi legsikeresebb évük volt (ha a Toro Rosso-időket is beleszámítjuk), ez legfőképp Gasly teljesítményének köszönhető, aki egész évben sok pontot gyűjtött. Vele ellentétben Cunoda nem igazán váltotta be a reményeket, sokat hibázott, gyakran a pontszerzéstől is messze volt. Legjobb eredményét a szezonzáró futamon érte el, egy negyedik pozícióval.

## Eredmények
| Év   | Csapat              | Motor        | Gumik | Pilóták      | Futamok | Futamok    | Futamok    | Futamok       | Futamok | Futamok      | Futamok       | Futamok      | Futamok  | Futamok        | Futamok      | Futamok | Futamok   | Futamok     | Futamok     | Futamok     | Futamok | Futamok | Futamok  | Futamok | Futamok      | Futamok                 | Pontok | Helyezés |
| Év   | Csapat              | Motor        | Gumik | Pilóták      | Bahrein | San Marino | Portugália | Spanyolország | Monaco  | Azerbajdzsán | Franciaország | Stájerország | Ausztria | Nagy-Britannia | Magyarország | Belgium | Hollandia | Olaszország | Oroszország | Törökország | USA     | Mexikó  | Brazília | Katar   | Szaúd-Arábia | Egyesült Arab Emírségek | Pontok | Helyezés |
| ---- | ------------------- | ------------ | ----- | ------------ | ------- | ---------- | ---------- | ------------- | ------- | ------------ | ------------- | ------------ | -------- | -------------- | ------------ | ------- | --------- | ----------- | ----------- | ----------- | ------- | ------- | -------- | ------- | ------------ | ----------------------- | ------ | -------- |
| 2021 | Scuderia AlphaTauri | Honda RA621H | P     | Pierre Gasly | 17†     | 7          | 10         | 10            | 6       | 3            | 7             | KI           | 9        | 11             | 5            | 6       | 4         | KI          | 13          | 6           | KI      | 4       | 7        | 11      | 6            | 5                       | 120    | 6.       |
| 2021 | Scuderia AlphaTauri | Honda RA621H | P     | Cunoda Júki  | 9       | 12         | 15         | KI            | 16      | 7            | 13            | 10           | 12       | 10             | 6            | 15      | KI        | NI          | 17          | 14          | 9       | KI      | 15       | 13      | 14           | 4                       | 120    | 6.       |

- A belga nagydíjon fél pontokat osztottak
- † – Nem fejezte be a futamot, de rangsorolva lett, mert teljesítette a versenytáv 90%-át.

Félkövérrel jelölve a leggyorsabb kör

## Fordítás
- Ez a szócikk részben vagy egészben  az   AlphaTauri AT02 című angol Wikipédia-szócikk ezen változatának fordításán alapul.  Az eredeti cikk szerkesztőit annak laptörténete sorolja fel. Ez a jelzés csupán a megfogalmazás eredetét és a szerzői jogokat jelzi, nem szolgál a cikkben szereplő információk forrásmegjelöléseként.